# Бурунди
Бурунди (кирун. ; фр. Burundi), званично Република Бурунди (кирун.) држава је у источној Африци у региону великих језера. Граничи се са Демократском Републиком Конго на западу, Руандом на северу и Танзанијом на истоку и југу. Главни град је Гитега, док је град Буџумбура то била до промене у фебруару 2019. Југозападна граница је на језеру Тангањика.
Народи Тва, Хуту и Тутси су живели у Бурундију током задњих 500 година. Током више од 200 од тих година, Бурунди је био независно краљевство, до почетка 20. века, кад је Немачка колонизовала овај регион. Након Првог светског рата и немачког пораза, ова територија је уступљена Белгији. Немци и Белгијанци су владала Бурундијем и Руандом као европском колонијом познатом као Руанда-Урунди. Упркос честим заблудама, Бурунди и Руанда никада нису били под заједничком управом све до времена европске колонизације.
Бурунди је стекао независност 1962. године и иницијално је имао монархију, али је низ атентата, државних удара и општа клима регионалне нестабилности кулминирала у успостављању републике и једнопартијске државе 1966. године. Налети етничког чишћења и ултиматно два грађанска рата и геноциди током 1970-их и поново током 1990-их оставили су земљу неразвијеном и њено становништво једним од најсиромашнијих на свету. Председници Руанде и Бурундија, оба Хуту, заједно су преминули кад је њихов авион оборен у априлу 1994. Године 2015. је дошло до политичких сукоба великих размера кад је председник Пјер Нкурунзиза одлучио да се кандидује за трећи мандат, покушај пуча није успео, а парламентарне и председничке изборе земље су широко критиковали чланови међународне заједнице.
Политички систем суверене државе Бурунди је председничка репрезентативна демократска република базирана на вишепартијској држави. Председник Бурундија је шеф државе и шеф владе. Тренутно постоји 21 регистрована партија у Бурундију. Дана 13. марта 1992, лидер Тутси удара Пјер Бујоја успоставио је устав, који је омогућио вишестраначки политички процес и који је одражавао вишестраначку конкуренцију. Шест година касније, 6. јуна 1998, устав је измењен, повећан је број места у Националној скупштини и уведена су два потпредседника. Због Арушких споразума, Бурунди је успоставио прелазну владу 2000. године. У октобру 2016, Бурунди је обавестио УН да намерава да се повуче из Међународног кривичног суда.

## Географија
Бурунди је једна од најмањих држава у Африци. Она нема излаз на море, налази се на обали језера Тангањика, на западном продужетку Велике раседне долине. Највиши врх државе је планина Хеха (2685 m), главни град је Гитега. Клима у Бурундију је екваторијална. Кроз земљу протиче река Нил. Бурунди има два национална парка: Национални парк Кибира на северозападу земље и Национални парк Рурубу на североистоку уз реку Рувубу.

### Положај
Државе са којима се Бурунди граничи су: Демократска Република Конго, Руанда и Танзанија. Површина државе износи 27.834,0 км².

### Геологија и рељеф
Средња насморска висина централне висоравни износи 1.707 метара, са низинама у близини границе. Највиши врх, Хеха, висок је 2.685 метара.

### Воде
У провинцији Бурури се налази извор Нила. Река Лувиронза, дуфа 110 км, сматра се најудаљенијим извором Нила. У језеро Викторија улива се Кагера. Део језера Тангањика се налази на југозападу Бурундија.

## Историја
Бурунди је постојао као независно краљевство од XVI века. Током следећих векова земља се ширила, највећи раст је достигла током владавине Нтаре Ругама од 1796. до 1850. када је краљевство удвостручило своју територију. 
Бурунди је 1899. постао део Немачке источне Африке. 1916. белгијске трупе освајају област током Првог светског рата. 1923. Лига народа даје Белгији мандат над територијом Руанда−Урунди, која се сатоји од дањашње Руанде и Бурундија. После 1948. Белгија дозвољава стварање политичких партија. Створене су две партије: Унија за Национални Прогрес (УПРОНА) и Хришћанско Демократска Партија (ПДЦ). 
Бурунди је постао потпуно независан 1. јула 1962. Тутси краљ Мвамбутса IV је успоставио уставну монархију са једнаким бројем Хутуа и Тутсија. 1966. краља Мвамбутса је склонио са трона његов син, принц Нтаре, кога је уклонио исте године његов премијер капетан Мишел Микомберо. Он је укинуо монархију и прогласио републику.

## Демографија
Од октобра 2021. године, Уједињене нације су процениле да Бурунди има 12.346.893 становника, у поређењу са само 2.456.000 становника 1950. године. Стопа раста становништва је 2,5 одсто годишње, што је више него дупло од просечног глобалног раста. Бурунди има десету највишу стопу фертилитета у свету, одмах иза Сомалије почев од 2021. године.
Бурунди је и даље претежно рурално друштво, са само 13% становништва које живи у урбаним подручјима у 2013. години. Густина насељености од око 315 људи по квадратном километру је друга највећа у Подсахарској Африци. Отприлике 85% становништва је етничког порекла Хуту (централноафричка банту етничка група), 15% су Тутси (формирају подгрупу Банјарванда и Барунди народа, који првенствено обитавају у Руанди, али исто тако са знатним популацијама у Уганди, Демикратској Републици Конго и Танзанији. Они говоре рванда-рунди, групу банту језика) и мање од 1% су староседеоци Тва (пигмејски народ, најстарији регистровани становници регије Великих језера у централној Африци).
Службени језици Бурундија су кирунди, француски и енглески, а енглески  је постао додатни службени језик 2014. године. Целокупно становништво говори кирунди, а нешто мање од 10% говори француски.
Најзаступљенија религија је католицизам 60-65%, протестанти (највише англиканци) 15-20%, локална веровања 5% , муслимани 2-5%. Међутим, англиканска црква Бурундија тврди да су 10% становништва њени чланови, а скорашњи извештаји показују да хришћани чине 90% становништва, а већину осталог чине муслимани, углавном сунити који живе у урбаним срединама.

## Административна подела
Брунди је административно подељен на 18 покрајина, 119 општина и 2638 брда.
Покрајине и општине у Бурундију створене су на Божић 1959. године белгијским колонијалним декретом. Они су заменили раније постојећи систем поглавица.
Године 2000, провинција која обухвата Буџумбуру подељена је на две провинције, Буџумбура Рурал и Буџумбура Маирије. Најновија провинција, Румонге, створена је 26. марта 2015. од делова Буџумбура Рурал и Бурури.

У јулу 2022, влада Буџумбура је најавила потпуну ревизију територијалних подела земље. Предложена промена би смањила број покрајина са 18 на 5, а број општина са 119 на 42. За промену је потребно одобрење парламента Буџумбура да би ступила на снагу.

### Покрајине
| Број | Покрајина       | Административни центар | Површина (км²) | Становништво (попис из 2008. године) | Густина (стан./км²) | Положај |
| ---- | --------------- | ---------------------- | -------------- | ------------------------------------ | ------------------- | ------- |
| 1.   | Бубанза         | Бубанза                | 1.089,04       | 338.023                              | 310,38              |         |
| 2.   | Буџумбура-Мери  | Буџумбура              | 86,52          | 497.166                              | 5.746,25            |         |
| 3.   | Буџумбура-Рурал | Исале                  | 1.059,84       | 464.818                              | 438,57              |         |
| 4.   | Бурури          | Бурури                 | 1.644,68       | 313.102                              | 190,37              |         |
| 5.   | Гитега          | Гитега                 | 1.978,96       | 725.223                              | 366,46              |         |
| 6.   | Карузи          | Карузи                 | 1.457,40       | 436.443                              | 299,46              |         |
| 7.   | Кајанза         | Кајанза                | 1.233,24       | 585.412                              | 474,69              |         |
| 8.   | Кирундо         | Кирундо                | 1.703,34       | 628.256                              | 368,83              |         |
| 9.   | Макамба         | Макамба                | 1.959,60       | 430.899                              | 219,89              |         |
| 10.  | Мваро           | Мваро                  | 839,60         | 273.143                              | 325,32              |         |
| 11.  | Мујинга         | Мујинга                | 1.836,26       | 632.409                              | 344,40              |         |
| 12.  | Мурамвја        | Мурамвја               | 695,52         | 292.589                              | 420,67              |         |
| 13.  | Нгози           | Нгози                  | 1.473,86       | 660.717                              | 448,29              |         |
| 14.  | Рујиги          | Рујиги                 | 2.338,88       | 400.530                              | 171,24              |         |
| 15.  | Румонге         | Румонге                | 1.079,72       | 352.026                              | 326,03              |         |
| 16.  | Рутана          | Рутана                 | 1.959,45       | 333.510                              | 170,20              |         |
| 17.  | Чанкузо         | Чанкузо                | 1.964,54       | 228.873                              | 116,50              |         |
| 18.  | Чибитоке        | Чибитоке               | 1.635,53       | 460.435                              | 281,52              |         |
|      | Укупно:         |                        | 26.035,98      | 8.053.574                            | 309,32              |         |

## Религија
| Религија         | Популација | Проценат |
| ---------------- | ---------- | -------- |
| Католици         | 7519840    | 62,05 %  |
| Протестанти      | 2620127    | 21,62 %  |
| Не изјашњава се  | 747742     | 6,17 %   |
| Муслимани        | 305398     | 2,52 %   |
| Адвентизми       | 282372     | 2,33 %   |
| Јеховини Сведоци | 38781      | 0,32 %   |
| Друге религије   | 397503     | 3,28 %   |
| Укупно           | 12119000   | 100,00 % |

## Привреда
Бурунди је једна од најсиромашнијих земаља, његов БДП по глави је 739 долара (2003). 68% становништва живи испод линије сиромаштва. Пољопривреда је најзначајнија индустрија Бурундија она представља 58% БДП (1999) и од ње зависи 90% становништва. Најзначајнији производ пољопривреде је кафа која представља 78% извоза. Други значајни пољопривредни производи су памук, чај и банане чији је Бурунди један од десет највећих светских произвођача. Индустрија чини 18% БДП, а услуге 32%. Бурунди у великој мери зависи од стране помоћи која је 2000. била 92,7 милиона долара. Бурунди има залихе никла, урана, кобалта, бакра, платине и ванадијума.